# Boghos Nubar Pacha
Boghos Nubar Pacha (en arménien : Պողոս Նուպար Փաշա, en arménien occidental : Պօղոս Նուպար Փաշա, en turc : Boğos Nubar Paşa), né le 2 août 1851 au Caire et mort le 25 juin 1930 dans le 16e arrondissement de Paris, est un philanthrope et diplomate arménien.

## Biographie

### Jeunesse, formation et carrière en Égypte
Boghos Nubar naît le 2 août 1851 au Caire. Il est le fils de Nubar Pacha (1825-1899), Premier ministre d'Égypte, et de Foulik Horopsimé Karakéhia.
Il fait ses études en France et en Suisse et, diplômé de l’École centrale en 1873, il rentre ensuite en Égypte.
Il est alors nommé administrateur des chemins de fer égyptiens en 1878-1879 ainsi qu'en 1891-1898.

### Action en faveur des Arméniens
Boghos Nubar Pacha accomplit des actions de bienfaisance partout dans le monde en faveur des Arméniens en tant que président de l'Union générale arménienne de bienfaisance (UGAB), qu'il fonde en 1906.
Il est nommé en novembre 1912 à la tête de la Délégation nationale arménienne par le catholicos Georges V Soureniants et plaide la cause de son peuple auprès des Alliés pour que l'Arménie ait sa place au sein du concert international. Ainsi, entre la fin 1912 et début 1914, il s'établit à Paris, où il est chargé de convaincre les grandes puissances de faire pression sur l'Empire ottoman pour qu'il mette en place des réformes en faveur des Arméniens de l'Empire ottoman. À l'automne 1914, il revient à Paris et s'y installe définitivement.
Dès 1915, il lance une souscription en faveur des victimes du génocide.
Le 26 février 1919, lors de la Conférence de la paix de Paris, il présente un mémorandum devant le Conseil des 10 en compagnie d'Avetis Aharonian, chef de la délégation de la République d'Arménie. Boghos Nubar représente principalement les Arméniens ottomans, tandis que son homologue parle au nom de l’État arménien. Tous deux réclament une Grande Arménie allant du Caucase à la Méditerranée, sous mandat de la SDN. Les candidats le plus sérieux au mandat sont alors les Américains. Le 14 mai, Woodrow Wilson accepte le principe d'un mandat américain sur l'Arménie sous réserve d'approbation du Congrès (ce qui ne fut pas le cas). L'intégralité des dispositions relatifs à l'Arménie sont incluses dans le traité de Sèvres en 1920.
Il conclut un accord avec Chérif Pacha, représentant des Kurdes, qui accepte une cession de territoires aux Arméniens contre leur soutien à l'autonomie kurde, mais Chérif Pacha est désavoué par ses compatriotes et la victoire des nationalistes turcs dans la guerre arméno-turque empêche l'application du traité.

### Fin de vie
En 1921, il renonce à l'action politique et se consacre entièrement à son Union de Bienfaisance dont il transfère le siège du Caire à Paris. Il développe son œuvre philanthropique en fondant des bourses scolaires, un Institut ophtalmologique à Erevan, le village de Nutarachen dans la banlieue d'Erevan, la Bibliothèque Nubar (Paris), l’école Nubarian d'Héliopolis, la Maison des étudiants arméniens de la Cité universitaire de Paris.
Il meurt le 25 juin 1930 à Paris et est enterré au cimetière du Père-Lachaise (47e division).

### Vie privée
Il épouse en 1879 Marie Dadian. Leur fille Eva Zarouhi épousa en 1907 le comte Guillaume d'Arschot-Schoonhoven.

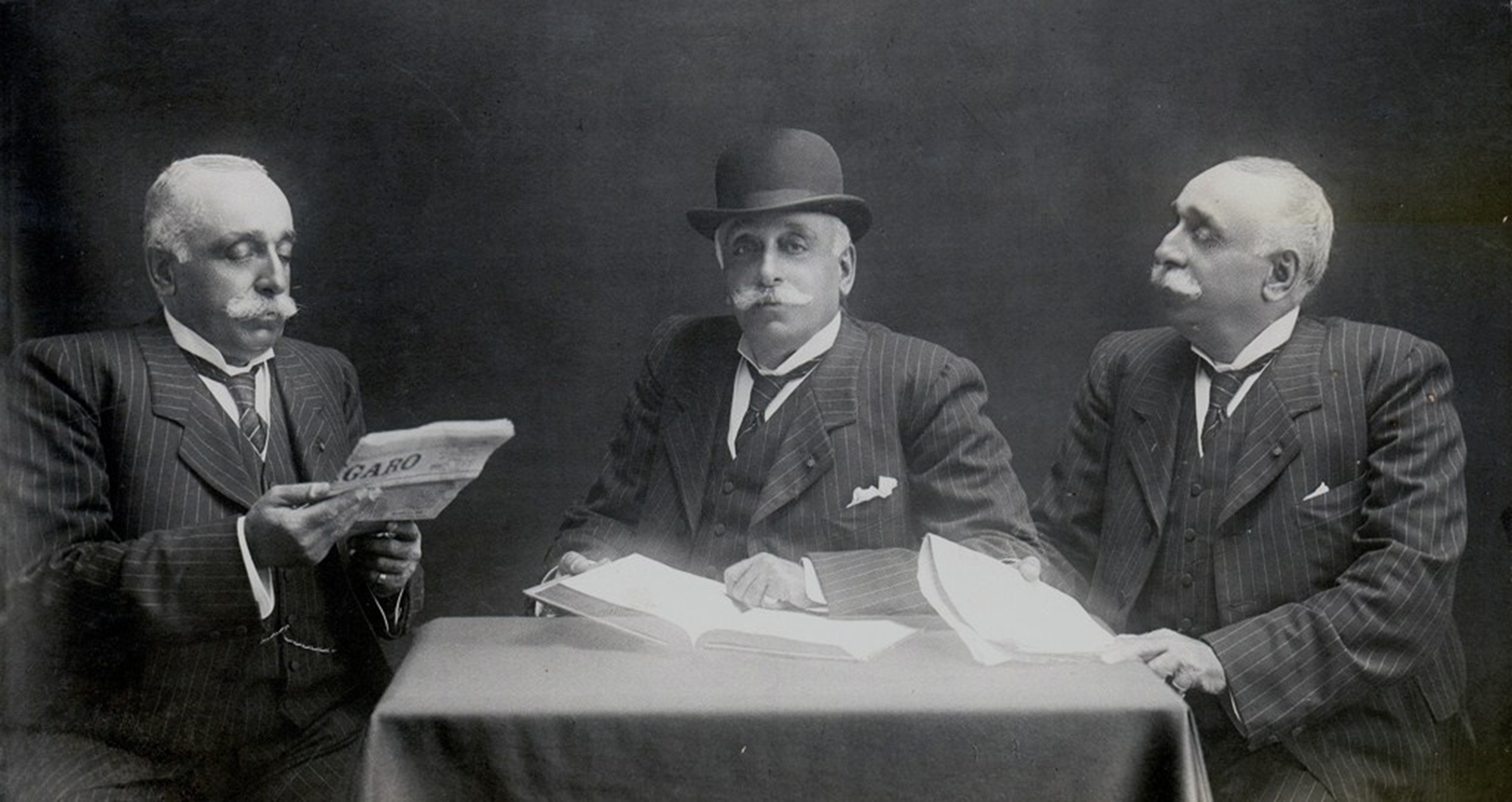
Photomontage de Boghos Nubar Pacha, présentant les trois facettes de l'homme : l'homme d'affaires à gauche, le philanthrope au centre et le diplomate à droite.

## Hommages
- Un buste à son effigie (à droite), réalisé par Raffy Sarkissian en 1974, est exposé à la Maison des étudiants arméniens.
- Il en existe aussi un à Noubarachen, quartier de la capitale arménienne Erevan[7].

## Publications
- Note sur les irrigations en Égypte, Paris, Publications du journal Le Génie civil, 1887, 80 p. (BNF 31028030)
- La Question arménienne devant la Conférence de la paix, Paris, 1919, 25 p. (BNF 31028029, lire en ligne sur Gallica)
- Population de la Cilicie avant la guerre, Paris, années 1920, 8 p. (BNF 41297946, lire en ligne sur Gallica)